# 它似蜜

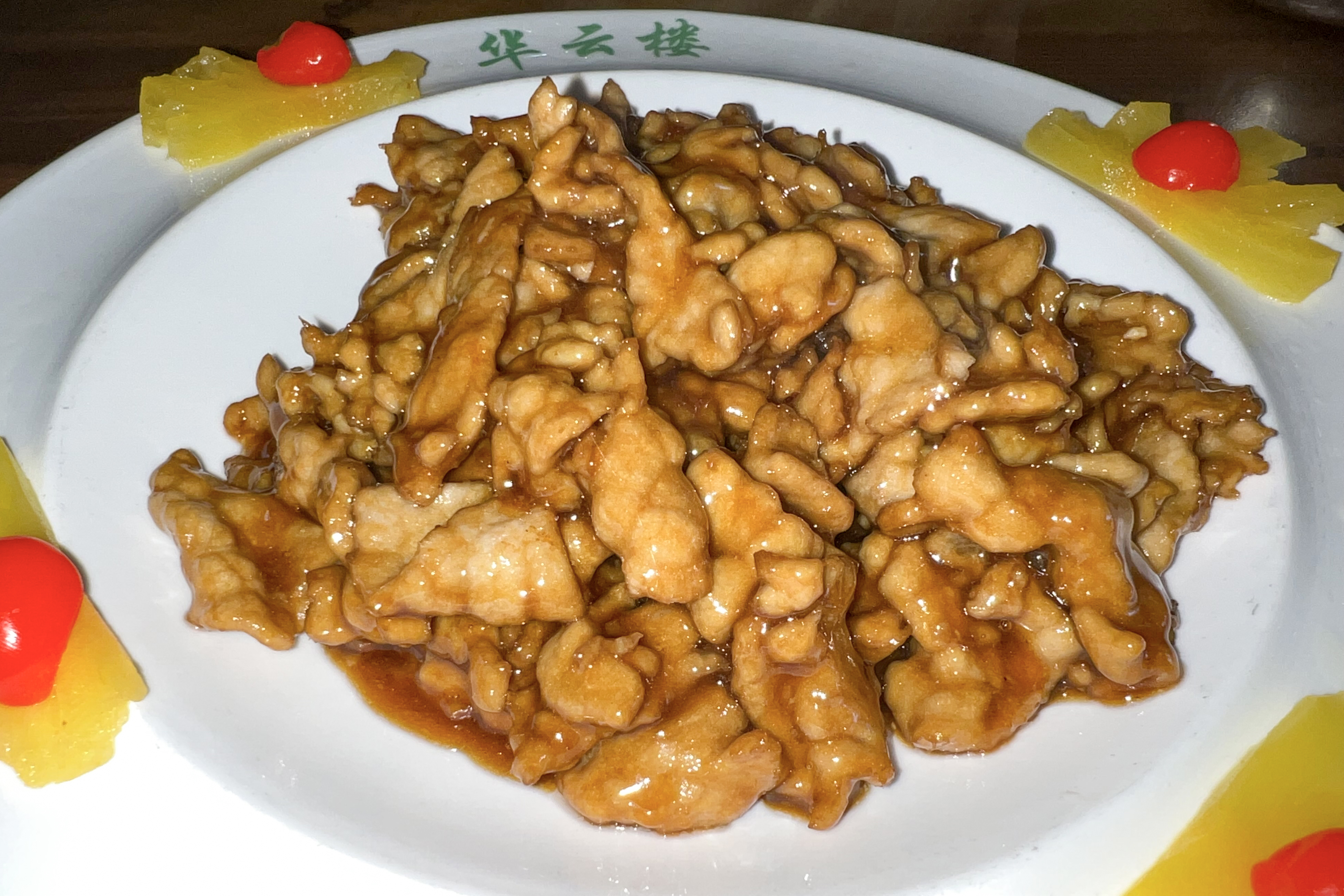
它似蜜

它似蜜是一道著名的北京清真菜，选用羊的里脊肉制作，属于甜咸口，以甜为主。

## 历史来源与名称
它似蜜原名与来源已不可考，但北京的清真菜多为甜口，被历史学家认为是朱棣迁都时从南京迁移来的穆斯林世家带来的南京菜的影响。
它似蜜在北京清真菜中是最重要和最常见的一道。在婚丧嫁娶等民俗活动的宴席中往往是第一道上桌的菜。由于穆斯林在进食前先要念诵太斯米，故作为第一道菜，大家开始品尝之前都会互相提念太斯米，故而这道菜又得名太斯米。而它似蜜则是文人在原名的基础上创造的音义兼顾的名称，并被饮食业广泛采用。

## 做法
将羊里脊肉切成长3厘米，宽2厘米的薄片，用淀粉、酱油抓匀。将酱油、醋、白糖、湿淀粉、姜粒放在碗里，调成芡汁备用。将油烧至七成热，放入肉片，迅速拨散防止粘连，待肉片成熟后捞起空油。锅开大火，放少量油烧热，倒入肉片和芡汁，快速翻炒使肉片进味。非清真的饭馆也会加入料酒。

## 现代附会的传说
- 清乾隆时掳香妃入宫，也带来了一些厨师，“它似蜜”等新疆菜得到乾隆帝欣赏及命名，后流传到民间餐馆，成为回汉民众都喜爱的特色风味菜。
- 这道菜原产民间，慈禧太后喜欢这甜香如饴的味道，询问菜名，侍膳太监佯作不知，请老佛爷起名。慈禧太后便随口说道：它似蜜呀！于是人们便称之为“它似蜜”。